# Église Notre-Dame de La Celle-Guenand
Pour les articles homonymes, voir Église Notre-Dame.
L'église Notre-Dame de La Celle-Guenand est un édifice religieux, dédié au culte catholique, situé au centre du bourg de La Celle-Guenand, une commune du département français d'Indre-et-Loire en région Centre-Val de Loire.
Le chœur roman de l'édifice est classé à l'inventaire des monuments historiques et les fonts baptismaux y sont inscrits.

## Historique
Au Moyen Âge et jusqu'en 1570, le village de La Celle-Guenand était divisé en deux châtellenies : la châtellenie de la Celle-Guenand et la châtellenie de La Celle-Draon.

## Architecture
La nef du XIIe siècle avec travée adjacente est couverte d'une coupole ovoïde allongée sur pendentifs. Le transept et l'abside flanquent les piliers d'un clocher en bois assis sur coupole octogonale à pendentifs. Le chœur date du XIIIe siècle. La première travée touchant la façade a été revoûtée au XIVe siècle.
Des sculptures romanes sont dues aux ciseaux de Denis et de son atelier entre 1130 et 1150.
Cette église, fermée depuis 2004 en raison de son état dégradé par les ans, est retenue pour bénéficier du loto du patrimoine en mai 2018.
La rénovation de deux de ses façades et de sa porte d'entrée, grâce à un financement de Modèle:Eur dont les trois-quarts procurés par le Loto, ont permis sa réouverture en septembre 2020.